# TFF 2. Lig 2015/16
Die Spor Toto 2. Lig 2015/16 war die 45. Spielzeit der dritthöchsten türkischen Spielklasse im Fußball der Männer. Sie startete im August 2015 mit dem 1. Spieltag und endete am 21. Mai 2016 mit dem Finale der Relegationsphase zwischen dem Zweit- bis Fünftplatzierten beider Gruppen.

## Austragungsmodus
In der Saison 2015/16 wurde die TFF 2. Lig wie in der Vorsaison in zwei Gruppen unterteilt. Im Gegensatz zur Vorsaison wurde die Gesamtmannschaftszahl von 37 auf nun 36 gesenkt und damit auf die Gesamtmannschaftszahl der Saison 2013/14 zurückgestellt. In der TFF 2. Lig spielten jeweils 18 Mannschaften in der „weißen Gruppe“ (beyaz grup) und in der „roten Gruppe“ (kirmizi grup) um den Aufstieg in die TFF 1. Lig beziehungsweise gegen den Abstieg in die viertklassige TFF 3. Lig. Die Einteilung der Mannschaften in die jeweiligen Gruppen wurde per Auslosung im Juli 2015 bestimmt. Die Auslosung für diese Spielzeit wurde am 7. Juli 2015 in den zentralen Trainingsanlagen des türkische Fußballverband im Istanbuler Stadtteil Beykoz gezogen.
Die Tabellenersten beider Gruppen stiegen direkt in die höhere TFF 1. Lig auf. Die Mannschaften auf den Plätzen zwei bis fünf beider Gruppen nahmen an den Play-offs teil, in denen der dritte Aufsteiger per K.-o.-System bestimmt wurde. Die Play-offs fingen mit den Viertelfinalbegegnungen an. Alle Play-off-Phasen, außer der Finalbegegnung wurden mit Hin- und Rückspiel gespielt. Nur das Finale wurde dann in einer für beide teilnehmenden Mannschaften neutralen Stadt ausgetragen und nur mit einer Partie ausgespielt. Im Playoff trafen die Tabellenzweite der jeweiligen Gruppe auf den Tabellenfünften der gleichen Gruppe und der Tabellendritte der jeweiligen Gruppe auf den Tabellenvierten der gleichen Gruppe. Bis auf die Finalbegegnung wurde jede K.-o.-Runde durch zwei Begegnungen in Hin- und Rückspiel ausgetragen.
Die drei Letztplatzierten beider Gruppen stiegen in die TFF 3. Lig ab.

### Ausländerplätze
In der TFF 2. Lig sind ausländische Spieler nicht spielberechtigt. Mannschaften, die von der TFF 1. Lig abgestiegen sind, können ihre ausländischen Spieler an Vereine der oberen Ligen ausleihen.

## Teilnehmer
Zum Saisonbeginn kamen zu den von der vorherigen Saison verbliebenen 27 Mannschaften die drei Absteiger aus der TFF 1. Lig Orduspor, Bucaspor, Manisaspor und die sechs Aufsteiger aus der TFF 3. Lig İstanbulspor, Sivas Belediyespor, Ankara Demirspor, Tuzlaspor, Eyüpspor, Üsküdar Anadolu 1908 SK hinzu.
Orduspor stieg damit nach elf Jahren, Bucaspor nach sieben und Manisaspor nach 14 Jahren wieder in die 2. Lig ab.

## Saisonverlauf

### Ligaphase
In dieser Drittligasaison erreichte Ümraniyespor unter der Führung von Ahmet Taşyürek am 32. Spieltag, zwei Spieltage vor Saisonende, durch ein 3:0-Auswärtssieg gegen den direkten Konkurrenten İstanbulspor die Drittligameisterschaft der Gruppe Rot und damit den Aufstieg in die TFF 1. Lig. Durch diesen Aufstieg spielte der Verein zum ersten Mal in der 2. Liga. In der Gruppe Weiß löste Manisaspor am 33. Spieltag den bisherigen Spitzenreiter Kocaeli Birlikspor ab und sicherte sich am letzten Spieltag die Meisterschaft und damit nach einjähriger Abstinenz wieder den Aufstieg in die TFF 1. Lig.
Bayrampaşaspor, Pazarspor, Orduspor aus der Gruppe Rot und Kartalspor, Ankara Demirspor, Tarsus İdman Yurdu aus der Gruppe Weiß verfehlten den Klassenerhalt und stiegen damit in die TFF 3. Lig ab.
Torschützenkönig wurde mit 20 Treffern Abdullah Halman vom westtürkischen Vertreter der Gruppe Weiß Kocaeli Birlikspor. Der türkische Fußballverband zählte für den Torschützenkönig nur die Tore der Ligaphase und nicht die der Playoffs.

### Play-off-Phase
Der letzte Aufsteiger wurde durch die im Anschluss an die Ligaphase durchgeführten Play-offs bestimmt. Für die Play-offs qualifizierten sich als Zweit- bis Fünftplatzierte aus der Gruppe Rot İstanbulspor, Bandırmaspor, Hacettepe SK, Sarıyer SK und aus der Gruppe Weiß Kocaeli Birlikspor, Tuzlaspor, Keçiörengücü, Gümüşhanespor.
Die Termine der Play-off-Spiele wurden am 21. April 2016 festgelegt. Demnach fanden die Hinspiele der Viertelfinalbegegnungen am 5. Mai und die Rückspiele am 9. Mai statt. Die Hinspiele der Halbfinalbegegnungen wurden am 13. und die Rückspiele am 17. Mai ausgetragen. Die Viertelfinalbegegnungen der Gruppe Rot sind Gümüşhanespor-Kocaeli Birlikspor und Keçiörengücü-Tuzlaspor und die Viertelfinalbegegnungen der Gruppe Weiß sind Sarıyer SK-İstanbulspor und Hacettepe SK-Bandırmaspor. Im Finale setzte sich Bandırmaspor mit 2:0 gegen Gümüşhanespor durch und wurde damit letzter Aufsteiger.

## Besondere Vorkommnisse
- Der türkischen Fußballverband verhängte zum Saisonstart auf Direktive der FIFA MKE Ankaragücü einen Sechspunkteabzug. Begründet wurde diese Strafe mit den Transfer- und Gehaltsproblemen die der Verein mit seinem früheren Spieler Jaroslav Černý hatte.[8]
- Vor dem Saisonstart änderte der Verein Diyarbakır Büyükşehir Belediyespor seinen Namen in Amed SK um.[9]
- Vor dem Saisonstart änderte der Verein Sivas 4 Eylül Belediyespor seinen Namen in Sivas Belediyespor um und nahm damit seinen alten Namen an.[10]
- Der Klub Kahramanmaraşspor unterschrieb im August 2015 mit dem Speiseeishersteller Alpedo ein Name-Sponsoringvertrag über eineinhalb Jahre. Danach wird der Klub für die Vertragsdauer den Firmennamen in seinem Vereinsnamen mitführen und demzufolge Alpedo Kahramanmaraşspor heißen.[11]
- Im Sommer 2015 änderte der Verein Tepecikspor seinen Namen in Büyükçekmece Tepecikspor und führt damit den Namen seines Stadtteils Büyükçekmece im Namen.

## Mannschaften 2015/16

### Gruppe Weiß
| Mannschaft                           | Stadt         | Gründung | In der Liga seit | Letzte Saison | Stadion                          | Kapazität |
| ------------------------------------ | ------------- | -------- | ---------------- | ------------- | -------------------------------- | --------- |
| Üsküdar Anadolu 1908 SK (Aufsteiger) | Istanbul      | 1953     | 2015             | 01. 2         | Beylerbeyi 75. Yıl Stadı         | 5.000     |
| Bandırmaspor                         | Bandırma      | 1965     | 2010             | 2.            | Stadion des 17. Septembers       | 5.400     |
| Bayrampaşaspor                       | Istanbul      | 1959     | 2012             | 10.           | Çetin-Emeç-Stadion               | 3.500     |
| Bugsaşspor                           | Ankara        | 1984     | 2007             | 13.           | Ankara Ostim Stadion             | 4.271     |
| Fethiyespor                          | Fethiye       | 1933     | 2014             | 14.           | Fethiye Bezirksstadion           | 8.372     |
| Hacettepe SK                         | Ankara        | 2001     | 2014             | 12.           | Ankara 19 Mayıs Stadı            | 19.2090   |
| Hatayspor                            | Antakya       | 1967     | 2012             | 3.            | Antakya Atatürk Stadı            | 6.015     |
| İstanbulspor (Aufsteiger)            | Istanbul      | 1926     | 2010             | 004. 2, 3     | Bahçelievler İl Özel İdare Stadı | 4.350     |
| Alpedo Kahramanmaraşspor             | Kahramanmaraş | 1969     | 2014             | 14.           | Stadion des 12. Februars         | 15.0500   |
| Kırklarelispor                       | Kırklareli    | 1925     | 2011             | 10.           | Kırklareli Atatürk Stadı         | 8.000     |
| Anadolu Selçukspor                   | Konya         | 1955     | 2007             | 9.            | Recep Konuk Spor Tesisleri       | 2.128     |
| Menemen Belediyespor                 | Menemen       | 1993     | 2014             | 5.            | Menemen Stadtstadion             | 2.000     |
| Nazilli Belediyespor                 | Nazilli       | 1967     | 2012             | 6.            | Nazilli Şehir Stadyumu           | 4.500     |
| Orduspor (Absteiger)                 | Ordu          | 1967     | 2015             | 018. 1        | Ordu 19 Eylül Stadı              | 16.5000   |
| Pazarspor                            | Pazar         | 1973     | 2013             | 11.           | Alparslan-Türkeş-Stadion         | 16.7500   |
| Pendikspor                           | Istanbul      | 1950     | 2011             | 2.            | Pendik Stadion                   | 2.500     |
| Sarıyer SK                           | Istanbul      | 1940     | 2005             | 5.            | Yusuf-Ziya-Öniş-Stadion          | 10.0000   |
| Ümraniyespor                         | Istanbul      | 1938     | 2014             | 3.            | Ümraniye Bezirksstadion          | 0500      |

| Istanbul |

| Orduspor |

| Anadolu Selçukspor |

| Fethiyespor |

| Bugsaşspor, Hacettepe SK |

| Alpedo Kahramanmaraşspor |

| Kırklarelispor |

| Nazilli Belediyespor |

| Pazarspor |

| Menemen Belediyespor |

| Vereine in Istanbul: Bayrampaşaspor, İstanbulspor, Pendikspor, Sarıyer SK, Ümraniyespor, Üsküdar Anadolu 1908 SK |

| Bandırmaspor |

| Hatayspor |

### Gruppe Rot
| Mannschaft                      | Stadt      | Gründung | In der Liga seit | Letzte Saison | Stadion                          | Kapazität |
| ------------------------------- | ---------- | -------- | ---------------- | ------------- | -------------------------------- | --------- |
| Ankara Demirspor (Aufsteiger)   | Ankara     | 1932     | 2015             | 002. 2, 3     | Cebeci İnönü Stadı               | 37.0000   |
| Aydınspor 1923                  | Aydın      | 1993     | 2013             | 7.            | Adnan-Menderes-Stadion           | 15.0000   |
| Bucaspor (Absteiger)            | Izmir      | 1928     | 2015             | 017. 1        | Buca Arena                       | 10.5000   |
| Amed SK                         | Diyarbakır | 1990     | 2013             | 8.            | Seyrantepe Diski Stadion         | 1.540     |
| Eyüpspor (Aufsteiger)           | Istanbul   | 1919     | 2015             | 01. 2         | Eyüp Stadı                       | 2.500     |
| Fatih Karagümrük SK             | Istanbul   | 1926     | 2014             | 6.            | Vefa-Stadion                     | 6.500     |
| Gümüşhanespor                   | Gümüşhane  | 1995     | 2013             | 12.           | Gümüşhane Stadtstation           | 4.000     |
| İnegölspor                      | İnegöl     | 1954     | 2012             | 4.            | İnegöl Stadion                   | 4.975     |
| Kartalspor                      | Istanbul   | 1949     | 2013             | 8.            | Kartal Stadion                   | 7.195     |
| Keçiörengücü                    | Ankara     | 1987     | 2014             | 13.           | Aktepe Stadion                   | 4.883     |
| Kocaeli Birlikspor              | Kocaeli    | 1995     | 2008             | 7.            | Alparslan-Türkeş-Stadion         | 16.7500   |
| Manisaspor (Absteiger)          | Izmir      | 1965     | 2015             | 016. 1        | Manisa 19 Mayıs Stadı            | 20.0000   |
| MKE Ankaragücü                  | Ankara     | 1910     | 2013             | 9.            | Ankara Stadion des 19. Mai       | 19.1250   |
| Sivas Belediyespor (Aufsteiger) | Sivas      | 2009     | 2015             | 002. 2, 3     | Sivas 4 Eylül Stadı              | 16.8500   |
| Tarsus İdman Yurdu              | Tarsus     | 1923     | 2012             | 15.           | Burhanettin-Kocamaz-Stadion      | 6.000     |
| Büyükçekmece Tepecikspor        | Istanbul   | 1988     | 2011             | 15.           | Tepecik Belediye Stadion         | 3.000     |
| Tokatspor                       | Tokat      | 1969     | 2008             | 11.           | Gazi Osmanpasa Stadı             | 7.500     |
| Tuzlaspor (Aufsteiger)          | Istanbul   | 1954     | 2015             | 01. 2         | Bahçelievler İl Özel İdare Stadı | 4.350     |

| Istanbul |

| Aydınspor 1923 |

| Ankara Demirspor, MKE Ankaragücü, Keçiörengücü |

| Tarsus İdman Yurdu |

| Gümüşhanespor |

| Kocaeli Birlikspor |

| İnegölspor |

| Vereine in Istanbul: Eyüpspor, Fatih Karagümrük SK, Kartalspor, Büyükçekmece Tepecikspor, Tuzlaspor |

| Bucaspor |

| Amed SK |

| Tokatspor |

| Manisaspor |

| Sivas Belediyespor |

## Statistiken

### Abschlusstabelle Gruppe Weiß
| Pl. | Verein                      | Sp. | S  | U  | N  | Tore    | Diff. | Punkte |
| --- | --------------------------- | --- | -- | -- | -- | ------- | ----- | ------ |
| 1.  | Ümraniyespor                | 34  | 23 | 6  | 5  | 056:290 | +27   | 75     |
| 2.  | İstanbulspor (N)            | 34  | 20 | 11 | 3  | 049:200 | +29   | 71     |
| 3.  | Bandırmaspor                | 34  | 17 | 9  | 8  | 064:400 | +24   | 60     |
| 4.  | Hacettepe SK                | 34  | 15 | 12 | 7  | 045:280 | +17   | 57     |
| 5.  | Sarıyer SK                  | 34  | 15 | 10 | 9  | 037:270 | +10   | 55     |
| 6.  | Menemen Belediyespor        | 34  | 14 | 11 | 9  | 049:360 | +13   | 53     |
| 7.  | Kırklarelispor              | 34  | 14 | 9  | 11 | 038:320 | +6    | 51     |
| 8.  | Nazilli Belediyespor        | 34  | 11 | 15 | 8  | 038:300 | +8    | 48     |
| 9.  | Pendikspor                  | 34  | 11 | 12 | 11 | 035:350 | ±0    | 45     |
| 10. | Fethiyespor                 | 34  | 11 | 11 | 12 | 037:390 | −2    | 44     |
| 11. | Bugsaşspor                  | 34  | 11 | 10 | 13 | 029:360 | −7    | 43     |
| 12. | Anadolu Selçukspor          | 34  | 9  | 11 | 14 | 034:390 | −5    | 38     |
| 13. | Hatayspor                   | 34  | 8  | 11 | 15 | 031:390 | −8    | 35     |
| 14. | Alpedo Kahramanmaraşspor    | 34  | 9  | 10 | 15 | 035:430 | −8    | 34     |
| 15. | Üsküdar Anadolu 1908 SK (N) | 34  | 8  | 10 | 16 | 039:490 | −10   | 34     |
| 16. | Bayrampaşaspor              | 34  | 8  | 9  | 17 | 024:390 | −15   | 33     |
| 17. | Pazarspor                   | 34  | 6  | 6  | 22 | 032:800 | −48   | 24     |
| 18. | Orduspor (A)                | 34  | 5  | 9  | 20 | 028:590 | −31   | 15     |

Platzierungskriterien: 1. Punkte – 2. Direkter Vergleich (Punkte, Tordifferenz, geschossene Tore) – 3. Tordifferenz – 4. geschossene Tore

| (A) | Absteiger aus der TFF 1. Lig 2014/15  |
| (N) | Aufsteiger aus der TFF 3. Lig 2014/15 |

### Kreuztabelle
Die Kreuztabelle stellt die Ergebnisse aller Spiele dieser Saison dar. Die Heimmannschaft ist in der linken Spalte, die Gastmannschaft in der oberen Zeile aufgelistet.
| 2015/16                 | Ümraniyespor | İstanbulspor | Bandırmaspor | Hacettepe SK | Sarıyer SK | Menemen Belediyespor | Kırklarelispor |     | Pendikspor | Fethiyespor | Bugsaşspor |     | Hatayspor |     | Üsküdar Anadolu 1908 SK | Bayrampaşaspor | Pazarspor | Orduspor |
| ----------------------- | ------------ | ------------ | ------------ | ------------ | ---------- | -------------------- | -------------- | --- | ---------- | ----------- | ---------- | --- | --------- | --- | ----------------------- | -------------- | --------- | -------- |
| Ümraniyespor            |              | 1:2          | 1:2          | 0:0          | 1:0        | 3:2                  | 1:0            | 1:1 | 3:0        | 2:1         | 3:0        | 0:3 | 1:0       | 3:1 | 3:2                     | 1:0            | 2:1       | 1:0      |
| İstanbulspor            | 0:3          |              | 1:0          | 3:1          | 1:0        | 2:1                  | 0:1            | 2:1 | 2:0        | 0:0         | 2:1        | 1:0 | 0:0       | 4:1 | 1:1                     | 5:0            | 0:0       | 3:0      |
| Bandırmaspor            | 7:2          | 0:1          |              | 2:3          | 2:2        | 3:2                  | 1:2            | 1:1 | 2:2        | 3:0         | 1:1        | 0:1 | 2:0       | 3:0 | 2:1                     | 2:0            | 1:0       | 3:1      |
| Hacettepe SK            | 0:1          | 1:1          | 2:2          |              | 3:1        | 0:0                  | 2:1            | 0:0 | 0:1        | 3:0         | 1:0        | 2:0 | 4:2       | 1:0 | 0:1                     | 3:1            | 6:0       | 1:0      |
| Sarıyer SK              | 0:2          | 0:0          | 0:1          | 1:1          |            | 1:0                  | 1:1            | 0:0 | 1:0        | 1:1         | 1:1        | 1:0 | 2:0       | 1:0 | 1:0                     | 2:0            | 5:0       | 2:0      |
| Menemen Belediyespor    | 2:1          | 2:3          | 0:0          | 0:1          | 2:1        |                      | 0:1            | 0:1 | 1:1        | 1:0         | 1:1        | 2:1 | 1:0       | 1:0 | 2:2                     | 3:1            | 3:2       | 0:0      |
| Kırklarelispor          | 0:1          | 1:4          | 2:2          | 0:0          | 1:0        | 2:1                  |                | 1:1 | 0:0        | 1:2         | 2:1        | 0:0 | 1:0       | 1:1 | 2:1                     | 2:0            | 4:0       | 0:2      |
| Nazilli Belediyespor    | 0:0          | 0:0          | 0:1          | 1:1          | 4:0        | 2:3                  | 1:0            |     | 0:0        | 2:0         | 3:1        | 0:0 | 0:2       | 2:1 | 2:1                     | 1:1            | 1:2       | 3:0      |
| Pendikspor              | 0:0          | 1:0          | 1:1          | 3:1          | 0:1        | 2:2                  | 0:0            | 2:0 |            | 1:3         | 0:1        | 2:0 | 1:1       | 1:1 | 1:2                     | 2:0            | 6:0       | 1:0      |
| Fethiyespor             | 0:1          | 1:1          | 1:3          | 0:0          | 0:0        | 2:2                  | 1:2            | 1:0 | 4:0        |             | 0:0        | 3:0 | 0:0       | 0:0 | 2:1                     | 1:3            | 1:2       | 3:0      |
| Bugsaşspor              | 0:4          | 0:0          | 4:3          | 2:1          | 1:2        | 0:1                  | 1:0            | 0:1 | 0:0        | 0:1         |            | 1:0 | 1:0       | 1:2 | 0:0                     | 0:0            | 2:0       | 2:0      |
| Anadolu Selçukspor      | 1:1          | 1:2          | 2:1          | 0:0          | 1:1        | 0:0                  | 1:4            | 1:1 | 0:1        | 0:1         | 1:0        |     | 2:0       | 3:2 | 3:2                     | 0:1            | 4:0       | 0:1      |
| Hatayspor               | 1:1          | 0:0          | 3:1          | 1:2          | 0:3        | 0:0                  | 3:2            | 0:1 | 4:1        | 2:3         | 1:2        | 1:1 |           | 0:1 | 2:0                     | 0:0            | 2:1       | 1:1      |
| Kahramanmaraşspor       | 0:4          | 0:1          | 1:3          | 0:0          | 0:0        | 1:3                  | 2:1            | 1:0 | 3:2        | 3:0         | 1:1        | 1:1 | 1:1       |     | 3:0                     | 1:1            | 4:0       | 0:0      |
| Üsküdar Anadolu 1908 SK | 2:3          | 1:1          | 1:1          | 0:0          | 0:1        | 1:1                  | 0:0            | 3:4 | 0:1        | 3:1         | 2:0        | 2:1 | 0:1       | 1:0 |                         | 2:1            | 4:1       | 2:2      |
| Bayrampaşaspor          | 0:2          | 0:1          | 0:1          | 0:1          | 1:2        | 0:1                  | 0:1            | 1:1 | 0:0        | 1:0         | 0:0        | 2:2 | 1:0       | 1:0 | 4:0                     |                | 2:1       | 0:0      |
| Pazarspor               | 0:1          | 1:3          | 1:3          | 2:1          | 2:1        | 1:3                  | 2:1            | 2:2 | 0:1        | 1:1         | 2:3        | 1:2 | 1:1       | 2:1 | 1:1                     | 0:3            |           | 1:1      |
| Orduspor                | 1:2          | 0:2          | 1:4          | 2:3          | 1:2        | 0:6                  | 0:1            | 1:1 | 2:1        | 3:3         | 0:1        | 2:2 | 1:2       | 0:2 | 1:0                     | 1:2            | 4:2       |          |

### Abschlusstabelle Gruppe Rot
| Pl. | Verein                   | Sp. | S  | U  | N  | Tore    | Diff. | Punkte |
| --- | ------------------------ | --- | -- | -- | -- | ------- | ----- | ------ |
| 1.  | Manisaspor (A)           | 34  | 19 | 9  | 6  | 041:270 | +14   | 66     |
| 2.  | Kocaeli Birlikspor       | 34  | 18 | 8  | 8  | 062:370 | +25   | 62     |
| 3.  | Tuzlaspor (N)            | 34  | 16 | 8  | 10 | 053:370 | +16   | 56     |
| 4.  | Keçiörengücü             | 34  | 15 | 8  | 11 | 045:380 | +7    | 53     |
| 5.  | Gümüşhanespor            | 34  | 13 | 11 | 10 | 052:420 | +10   | 50     |
| 6.  | İnegölspor               | 34  | 12 | 13 | 9  | 037:310 | +6    | 49     |
| 7.  | Aydınspor 1923           | 34  | 12 | 12 | 10 | 042:360 | +6    | 48     |
| 8.  | Amed SK                  | 34  | 13 | 11 | 10 | 045:390 | +6    | 47     |
| 9.  | MKE Ankaragücü           | 34  | 12 | 13 | 9  | 040:320 | +8    | 40     |
| 10. | Büyükçekmece Tepecikspor | 34  | 11 | 10 | 13 | 035:370 | −2    | 43     |
| 11. | Sivas Belediyespor (N)   | 34  | 12 | 6  | 16 | 038:400 | −2    | 42     |
| 12. | Tokatspor                | 34  | 10 | 12 | 12 | 035:370 | −2    | 42     |
| 13. | Eyüpspor (N)             | 34  | 11 | 8  | 15 | 039:480 | −9    | 41     |
| 14. | Fatih Karagümrük SK      | 34  | 11 | 8  | 15 | 032:490 | −17   | 41     |
| 15. | Bucaspor (A)             | 34  | 11 | 10 | 13 | 043:510 | −8    | 34     |
| 16. | Kartalspor               | 34  | 10 | 9  | 15 | 030:470 | −17   | 39     |
| 17. | Ankara Demirspor (N)     | 34  | 7  | 10 | 17 | 033:500 | −17   | 31     |
| 18. | Tarsus İdman Yurdu       | 34  | 5  | 10 | 19 | 028:520 | −24   | 16     |

Platzierungskriterien: 1. Punkte – 2. Direkter Vergleich (Punkte, Tordifferenz, geschossene Tore) – 3. Tordifferenz – 4. geschossene Tore

| (A) | Absteiger aus der TFF 1. Lig 2014/15  |
| (N) | Aufsteiger aus der TFF 3. Lig 2014/15 |

### Kreuztabelle
Die Kreuztabelle stellt die Ergebnisse aller Spiele dieser Saison dar. Die Heimmannschaft ist in der linken Spalte, die Gastmannschaft in der oberen Zeile aufgelistet.
| 2015/16                  | Manisaspor | Kocaeli Birlikspor | Tuzlaspor | Keçiörengücü |     | İnegölspor | Aydınspor 1923 | Amed SK | MKE Ankaragücü | Büyükçekmece Tepecikspor | Sivas Belediyespor | Tokatspor | Eyüpspor | Fatih Karagümrük SK | Bucaspor |     | Ankara Demirspor | Tarsus İdman Yurdu |
| ------------------------ | ---------- | ------------------ | --------- | ------------ | --- | ---------- | -------------- | ------- | -------------- | ------------------------ | ------------------ | --------- | -------- | ------------------- | -------- | --- | ---------------- | ------------------ |
| Manisaspor               |            | 3:0                | 0:1       | 2:1          | 1:0 | 3:4        | 2:1            | 2:1     | 1:1            | 1:0                      | 1:0                | 2:1       | 1:0      | 0:1                 | 2:0      | 1:0 | 0:0              | 2:1                |
| Kocaeli Birlikspor       | 3:0        |                    | 2:2       | 5:0          | 0:0 | 2:1        | 1:2            | 1:1     | 3:0            | 2:1                      | 0:1                | 3:0       | 3:2      | 3:0                 | 2:2      | 5:3 | 5:1              | 2:1                |
| Tuzlaspor                | 0:1        | 1:2                |           | 2:0          | 1:1 | 1:1        | 3:1            | 1:1     | 2:1            | 4:1                      | 3:0                | 1:0       | 3:2      | 4:1                 | 2:1      | 0:1 | 3:2              | 3:0                |
| Keçiörengücü             | 3:1        | 0:2                | 1:0       |              | 2:1 | 2:2        | 1:1            | 1:0     | 0:1            | 1:1                      | 2:1                | 2:1       | 0:0      | 3:1                 | 3:0      | 4:0 | 1:0              | 0:0                |
| Gümüşhanespor            | 0:1        | 2:4                | 2:2       | 0:1          |     | 0:0        | 3:2            | 1:0     | 2:0            | 3:1                      | 5:0                | 1:2       | 2:0      | 1:0                 | 5:1      | 0:0 | 0:2              | 2:2                |
| İnegölspor               | 2:3        | 0:0                | 1:1       | 1:0          | 2:1 |            | 3:0            | 0:0     | 1:1            | 1:0                      | 0:1                | 1:0       | 2:1      | 3:0                 | 1:2      | 1:0 | 3:1              | 0:0                |
| Aydınspor 1923           | 0:0        | 0:0                | 1:1       | 3:1          | 0:0 | 1:1        |                | 1:3     | 1:0            | 1:1                      | 1:1                | 0:0       | 3:0      | 3:0                 | 1:1      | 2:1 | 2:0              | 4:2                |
| Amed SK                  | 1:3        | 2:1                | 2:1       | 3:0          | 3:4 | 0:0        | 2:1            |         | 1:1            | 3:2                      | 2:0                | 1:0       | 3:3      | 0:1                 | 3:1      | 0:0 | 2:2              | 2:0                |
| MKE Ankaragücü           | 1:2        | 2:0                | 2:0       | 2:1          | 1:1 | 0:0        | 0:2            | 1:2     |                | 1:1                      | 1:1                | 2:1       | 3:2      | 2:0                 | 2:2      | 1:0 | 3:0              | 1:0                |
| Büyükçekmece Tepecikspor | 0:0        | 3:0                | 2:1       | 0:1          | 3:2 | 3:0        | 1:1            | 0:1     | 1:0            |                          | 1:0                | 1:0       | 0:1      | 3:0                 | 0:1      | 0:0 | 0:3              | 2:1                |
| Sivas Belediyespor       | 0:1        | 2:0                | 1:0       | 1:1          | 2:4 | 0:0        | 1:0            | 2:0     | 0:2            | 0:1                      |                    | 6:1       | 0:0      | 3:0                 | 2:3      | 5:0 | 2:1              | 2:1                |
| Tokatspor                | 1:1        | 1:2                | 1:1       | 2:0          | 1:1 | 3:1        | 0:0            | 0:0     | 0:0            | 4:1                      | 1:0                |           | 1:1      | 1:0                 | 2:2      | 1:1 | 3:0              | 0:0                |
| Eyüpspor                 | 1:2        | 0:2                | 1:0       | 1:0          | 0:0 | 1:0        | 1:2            | 1:4     | 1:0            | 1:1                      | 2:0                | 0:1       |          | 1:0                 | 0:3      | 3:2 | 3:1              | 2:2                |
| Fatih Karagümrük SK      | 0:0        | 2:2                | 1:2       | 1:3          | 3:3 | 1:2        | 1:0            | 1:1     | 1:1            | 1:0                      | 0:1                | 2:0       | 2:1      |                     | 2:2      | 1:0 | 0:0              | 2:0                |
| Bucaspor                 | 1:0        | 0:2                | 0:1       | 2:2          | 4:0 | 1:1        | 2:1            | 1:0     | 0:4            | 0:0                      | 1:0                | 1:1       | 2:4      | 1:1                 |          | 0:1 | 2:0              | 2:1                |
| Kartalspor               | 0:0        | 0:0                | 2:4       | 0:3          | 1:3 | 1:0        | 3:2            | 3:1     | 0:0            | 0:2                      | 2:1                | 2:1       | 2:1      | 0:1                 | 1:0      |     | 1:1              | 1:0                |
| Ankara Demirspor         | 1:1        | 2:1                | 1:2       | 1:1          | 0:1 | 1:0        | 0:1            | 0:0     | 2:2            | 1:1                      | 0:0                | 1:2       | 0:1      | 2:3                 | 2:1      | 2:1 |                  | 3:1                |
| Tarsus İdman Yurdu       | 1:1        | 0:2                | 0:1       | 0:4          | 0:1 | 0:2        | 0:1            | 3:0     | 1:1            | 1:1                      | 3:2                | 0:2       | 1:1      | 1:2                 | 2:1      | 1:1 | 1:0              |                    |

## Playoffs
Viertelfinale
- Hinspiele: 5. Mai 2016
- Rückspiele: 9. Mai 2016

|               | Gesamt |                    | Hinspiel | Rückspiel |
| ------------- | ------ | ------------------ | -------- | --------- |
| Gümüşhanespor | 4:2    | Kocaeli Birlikspor | 1:1      | 3:1       |
| Keçiörengücü  | 5:2    | Tuzlaspor          | 1:2      | 4:0       |
| Sarıyer SK    | 2:4    | İstanbulspor       | 0:2      | 2:2 n. V. |
| Hacettepe SK  | 1:2    | Bandırmaspor       | 1:0      | 0:2       |

Halbfinale
- Hinspiele: 13. Mai 2016
- Rückspiele: 17. Mai 2016

|              | Gesamt |               | Hinspiel | Rückspiel |
| ------------ | ------ | ------------- | -------- | --------- |
| Bandırmaspor | 3:0    | İstanbulspor  | 1:0      | 2:0       |
| Keçiörengücü | 2:3    | Gümüşhanespor | 1:0      | 1:3       |

Finale
| Bandırmaspor                                                   | Bandırmaspor | Gümüşhanespor | Gümüşhanespor |
| -------------------------------------------------------------- | --- | --- | ------------- |
| Bandırmaspor                                                   | \| Playoff-Finale \| \| 21. Mai 2016 um 18:00 Uhr in Kayseri (Kayseri Kadir Has Stadı) \| \| Ergebnis: 2:0 (1:0) \| \| Schiedsrichter: Hüseyin Göçek \| \| Spielbericht \|                                                                                     | \| Playoff-Finale \| \| 21. Mai 2016 um 18:00 Uhr in Kayseri (Kayseri Kadir Has Stadı) \| \| Ergebnis: 2:0 (1:0) \| \| Schiedsrichter: Hüseyin Göçek \| \| Spielbericht \|                                                                                         | Gümüşhanespor |
| Bandırmaspor                                                   | Ali Türkan – Serkan Sözmen, Oğuz Özden, Özgür Çelik, Bahri Can Avcı, Ali Serin (59. Mustafa Karabulut), Yusuf Akyel (13. David Deniz Kılınç) – Mehmet Boztepe, Oğuz Kocabal, Muharrem Ozan Cengiz (75. Murat Uluç) – Doğan Karakuş Cheftrainer: İsmail Ertekin | Hasan Hüseyin Akınay – Taşkın Çalış, Salih Zafer Kurşunlu, Taner Koç, Cumhur Yılmaztürk (84. Selçuk Çalışır), Raşit Sevindir – Halil Karataş, Rıdvan Koçak, Ali Özgün – Zahit Fındık (90. Koray Şanlı), Hüseyin Ali Pala (39. Cem Sultan) Cheftrainer: Fatih Akyel | Gümüşhanespor |
| Bandırmaspor                                                   | 1:0 Muharrem Ozan Cengiz (35.) 2:1 Doğan Karakuş (90.) | | Gümüşhanespor |
| Bandırmaspor                                                   | Özgür Çelik (28.), Bahri Can Avcı (51.), David Kılınç (64.), Muharrem Ozan Cengiz (68.), Doğan Karakuş (84.), Mustafa Karabulut (85.), Murat Uluç (90.) | Cumhur Yılmaztürk (50.), Ali Özgün (68.), Halil Karataş (88.) | Gümüşhanespor |
| Bandırmaspor                                                   | Doğan Karakuş (90.) | | Gümüşhanespor |
| Bandırmaspor                                                   | Bandırmaspor ist durch diesen Sieg in die TFF 1. Lig aufgestiegen. | | Gümüşhanespor |
| Playoff-Finale                                                 | | |               |
| 21. Mai 2016 um 18:00 Uhr in Kayseri (Kayseri Kadir Has Stadı) | | |               |
| Ergebnis: 2:0 (1:0)                                            | | |               |
| Schiedsrichter: Hüseyin Göçek                                  | | |               |
| Spielbericht                                                   | | |               |

## Torschützenliste
Der Türkische Fußballverband (TFF) führt für beide Gruppen der TFF 2. Lig separate Torschützenlisten, bestimmt aber den Torschützenkönig zum Saisonende aus einer einzigen zusammengefügten Torschützenliste. Tore die in der Relegationsphase der Saison erzielt wurden, wurden in der Torschützenliste nicht berücksichtigt.
| Pl. | Nat.               | Spieler            | Verein               | Tore |
| --- | ------------------ | ------------------ | -------------------- | ---- |
| 1.  | Turkei             | Abdullah Halman    | Kocaeli Birlikspor   | 18   |
| 2.  | Turkei             | Yıldıray Koçal     | Keçiörengücü         | 14   |
| 2.  | Turkei             | Tayfur Emre Yılmaz | Menemen Belediyespor | 14   |
| 3.  | Turkei             | Ali Akburç         | Keçiörengücü         | 13   |
| 3.  | Turkei             | Emre Torun         | Tokatspor            | 13   |
| 4.  | Turkei Deutschland | Bahattin Köse      | Manisaspor           | 12   |
| 4.  | Turkei             | İlhan Şahin        | Ümraniyespor         | 12   |
| 4.  | Turkei             | Erhan Şentürk      | Kocaeli Birlikspor   | 12   |
| 5.  | Turkei             | Şehmus Özer        | Amed SK              | 11   |
| 5.  | Turkei Niederlande | Atilla Yıldırım    | Sivas Belediyespor   | 11   |

## Die Meistermannschaften

### Manisaspor (Gruppe Weiß)
| 1. | Manisaspor |
|    | - Tor: Bayram Olgun (34 Spiel/kein Tor); Murat Demir (-/-); Yağızcan Akyürek (-/-) - Abwehr: Nuri Terliksiz (32/1); Erman Bulucu (24/3); Ümit Yasin Arslan (24/1); Berk Neziroğluları (23/-); Gökhan Dinçer (18/-); Erdi Öner (15/-); Sercan Türkeri (12/-); Alper Mete (1/-); Erten Erenler (-/-) - Mittelfeld: Ozan Sol (32/5); Metin Yüksel (32/3); Savaş Yılmaz (30/1); Barbaros Barut (28/-); Hakan Turan (22/1); Onur Sağlam (12/-); Sefa Küpeli (3/-); Yunus Yılmaz (-/-) - Angriff: Bahattin Köse (34/13); Timur Karagülmez (33/6); Mertan Öztürk (28/4); Hasan Ahmet Sarı (19/3); Alper Önal (-/-); Gökdeniz Varol (-/-); Kağan Miray Bağış (-/-) - Trainer: Taner Taşkın |

### Ümraniyespor (Gruppe Rot)
| 1. | Ümraniyespor |
|    | - Tor: Burak Öğür (32 Spiel/kein Tor); Muzaffer Sarıibrahim (1/-); Süleyman Enes Özer (1/-) - Abwehr: Samet Asatekin (34/9); Erol Yükseker (30/1); Oğuz Ceylan (29/2); Mehmet Öztonga (25/-); Mustafa Çakır (22/1); Samet Rakipoğlu (2/-) - Mittelfeld: Bahadır Taşdelen (32/5); Bulut Kaya (30/3); İbrahim Akdağ (30/-); Ziya Şakar (31/3); İlhan Şahin (30/13); Eser Yayla (24/2); Mücahit Albayrak (19/3); Kerem Az (3/-); Burak Şahin (2/1); Etem Kaymakçı (1/-); İbrahim Türker Akova (1/-) - Angriff: Eren Açıkgöz (29/4); Yaser Yıldız (27/3); Tarık Tekdal (23/2); Artun Akçakın (12/3) - Trainer: Ahmet Taşyürek |